# 발렌시아 CF 메스타야
발렌시아 CF 메스타야(Valencia Club de Fútbol Mestalla)는 발렌시아 지방의 발렌시아를 연고로 하는 스페인의 축구 클럽으로 발렌시아 CF의 리저브 팀이다. 현재는 세군다 페데라시온에 참가하고 있다.

## 선수 명단

### 현역
참고: FIFA 자격 규정에 따라 소속된 국가대표팀 국기를 표시합니다. 선수는 복수의 FIFA 비회원국 국적을 가지고 있을 수 있습니다.
| 번호 | 포지션 | 국적 | 이름 |
| ---- | ------ | ---- | ---- |

| 번호 | 포지션 | 국적       | 이름            |
| ---- | ------ | ---------- | --------------- |
| 20   | FW     |            | 알렉산더 구렌달 |
| 22   | FW     |            | 다니엘 파울리노 |
| 24   | FW     | 코스타리카 | 워렌 매드리갈   |

## 역대 감독
| 감독              | 임기        |
| ----------------- | ----------- |
| 세사르 페란도     | 2000 ~ 2002 |
| 루벤 바라하(대행) | 2013        |
| 쿠로 토레스       | 2014 ~ 2017 |
| 류보슬라프 페네프 | 2017        |